# Tomonori Toyofuku
Tomonori Toyofuku (豊福 知徳, Toyofuku Tomonori) est un artiste sculpteur abstrait japonais du XXe siècle, né en 1925 à Kurume (ville de la préfecture de Fukuoka) et mort le 18 mai 2019 à Fukuoka. Actif en Italie depuis 1960.

## Biographie
Après avoir étudié la sculpture sur bois avec Chiodo Tominaga de 1946 à 1948, il commence à exposer avec l'Association des Peintres Nouveaux (Shinseisaku kyokai) à partir de 1950. Il en devient membre en 1957. Depuis 1960, il vit et travaille à Milan.
Il participe à de nombreuses expositions collectives:
en 1960 et 1964, à la Biennale de Venise.
en 1964, 1967, 1970 à  Carnegie International Exhibition à Pittsburgh où il obtient un prix.
en 1965, à la Biennale de São Paulo.
en 1965 et 1973, exposition Artistes japonais à l'étranger aux Musées d'Art Moderne de Tokyo et de Kyoto.
en 1970, Chefs-d'œuvre de l'Art japonais à l'Exposition universelle d'Osaka.
Il montre aussi ses œuvres dans des expositions particulières:
en 1960, à Tokyo.
en 1962 à Londres, Milan, Venise, etc. Il reçoit divers prix et distinctions:
en 1959, prix Kōtarō Takamura.
en 1961, IIIe prix à la compétition internationale d'art et d'architecture de Copenhague.
Il pratique une sculpture abstraite sur bois et bronze.

## Musées
- De ses œuvres sont conservées au Musée Atheneum de Helsinki ; au Musée d'art Moderne de New York; Musée d'art moderne de Tokyo.